# Natascha Badmann
Natascha Badmann (* 6. Dezember 1966 in Basel) ist eine Schweizer Duathletin und Triathletin. Sie gewann sechsmal den Ironman Hawaii, zweimal die Langdistanz-Weltmeisterschaft Duathlon beim Powerman Zofingen (1997, 2000), wurde Triathlon-Europameisterin (1997) und Vizeweltmeisterin im Triathlon (2000). Sie wird in der Bestenliste Schweizer Triathletinnen auf der Ironman-Distanz geführt.

## Werdegang
Der Verlauf ihrer sportlichen Karriere ist eher ungewöhnlich. Badmann wurde mit 17 Jahren Mutter (Tochter Anastasia), arbeitete als Sekretärin und war übergewichtig. In ihrer Biographie beschrieb sie sich selbst als ‹ungelenkes, moppeliges, depressives Kind›.
Der Wendepunkt in ihrem Leben kam 1989, als sie den ehemaligen Triathlon-Nationaltrainer Toni Hasler traf, der in der Folge ihr Lebenspartner und Trainer wurde. Hasler entdeckte bald Badmanns Talent für Ausdauersport und förderte konsequent ihre Entwicklung zur Spitzensportlerin.

### Weltmeisterin Duathlon 1995
Bereits zu Beginn der 1990er Jahre konnte sich Badmann im Duathlon an der Weltspitze behaupten. Bei der Weltmeisterschaft 1992 wurde sie Vierte, ein Jahr später Vizeeuropameisterin. Seit 1995 startete sie als Profi-Athletin.
1995 holte sie sich den Duathlon-Weltmeistertitel über die kurze Distanz. 1996, 1997 und 2000 gewann sie den Powerman in Zofingen, der bis 1999 die Duathlon-Weltmeisterschaft über die lange Distanz war. 1995 und 1997 wurde sie zudem Triathlon-Europameisterin. 1996 nahm sie erstmals am Ironman Hawaii in Kailua-Kona teil und erreichte gleich den zweiten Platz, geschlagen lediglich von der Rekordsiegerin Paula Newby-Fraser.

### Siegerin Ironman Hawaii 1998
Bis 1997 war Badmann Halbprofi und arbeitete nebenbei als Sozialhelferin bei der Gemeindeverwaltung in Trimbach. Sie entschied sich dann für eine Profikarriere und konzentrierte sich fortan auf den Triathlon. In diesem Jahr zählte Badmann bereits zum engen Favoritenkreis beim Ironman Hawaii, stieg aber mit Magenkrämpfen aus dem Rennen aus. 1998 konnte sie schliesslich als erste Europäerin überhaupt das prestigeträchtige Rennen gewinnen. In der Folge wurde sie erstmals zur Schweizer Sportlerin des Jahres gewählt.

### Olympische Sommerspiele 2000
Das Jahr 1999 war ganz der Vorbereitung auf die Olympischen Spiele 2000 gewidmet. Doch die olympische Distanz mit 1,5 km Schwimmen, 40 km Radfahren und 10 km Laufen erwies sich als zu kurz für ihre Fähigkeiten; Badmann konnte ihre Stärke im Radfahren nicht ausspielen, war beim Schwimmen nicht schnell genug und konzentrierte sich auf die Langdistanz (3,8 km Schwimmen, 180 km Radfahren und 42 km Laufen).
In den folgenden Jahren dominierte Badmann die Langdistanz (Silber bei der ITU Triathlon Weltmeisterschaft 2000) und die Ironman Rennen. Sie gewann von 2000 bis 2002 hintereinander weitere dreimal den Ironman Hawaii und wurde 2002 zum zweiten Mal zur Schweizer Sportlerin des Jahres gewählt. 2004 und 2005 folgten weitere Siege beim Ironman Hawaii.

### Unfall beim Ironman Hawaii 2007
2007 wurde sie beim Ironman Hawaii Opfer eines schweren Unfalls: Ein Motorradfahrer schnitt ihr in der Fahrradetappe in einem Gefällstück den Weg ab, Badmann wich aus und kollidierte mit einem Pylonen an einer Baustelle. Badmann setzte das Rennen zunächst mit einem Ersatzrad fort, bis ihr Coach sie zur Aufgabe überredete. Später wurden massive und schwerwiegende Verletzungen an beiden Schultern festgestellt, die ein Fortsetzen der Karriere unmöglich zu machen schienen. Es folgten mehrere Operationen, nach monatelanger Reha begann Badmann ein halbes Jahr später wieder mit dem Training, bei einem Formtest beim Sprinttriathlon in Uster wenige Wochen vor dem Ironman Hawaii 2008 konnte sie das Schwimmen teilweise nur einarmig absolvieren. Bei ihren Starts beim Ironman Hawaii 2008 und 2009 brach sie das Rennen aber jeweils ab, einen geplanten erneuten Comeback-Versuch 2010 sagte sie bereits im Vorfeld wegen einer Erkrankung am Pfeiffer-Drüsenfieber ab.
Erst 2011 gelang Badmann als 44-Jährige ein Comeback mit einem zweiten Platz beim Ironman Lanzarote, dem ersten erfolgreich absolvierten Ironman seit ihrem Unfall. Im April 2012 holte sie sich den vierten Sieg beim Ironman South Africa, was ihren elften Sieg bei einem Ironman-Wettkampf insgesamt darstellte. Und sie ausserdem zur ältesten Ironman-Siegerin auszeichnet.
2014 wurde Badmann auf Gran Canaria in der Vorbereitung auf den Ironman Melbourne erneut Opfer eines Verkehrsunfalls. Einen stattdessen erfolgten Start beim Ironman South Africa brach sie ab. Beim Ironman Germany (Ironman European Championship) belegte sie im Juni 2014 den sechsten Rang und drei Wochen später beim Ironman Switzerland musste sie sich nur Daniela Ryf geschlagen geben. Im Oktober 2014 wurde sie bei ihrem siebzehnten Start beim Ironman Hawaii dann durch einen Reifendefekt zurückgeworfen und belegte den 24. Rang. 2015 verzichtete Badmann zum dritten Mal seit 19 Jahren auf einen Start in Hawaii.
Sie kündigte an, 2016 als 50-Jährige zum letzten Mal als Profi auf Hawaii zu starten. 20 Jahre nach ihrem ersten Start. Seit 2018 ist sie als Referentin tätig. Im März 2019 wurde die 52-Jährige Zweite beim Ironman 70.3 Oman.
Natascha Badmann wurde 2021 zusammen mit Normann Stadler zum Captain ernannt für das im Collins Cup der Professional Triathletes Organisation startende Team Europe (Daniela Ryf, Anne Haug, Lucy Charles-Barclay, Holly Lawrence, Jan Frodeno, Gustav Iden, Joe Skipper und Patrick Lange).

### Persönliches
Natascha Badmann ist UNICEF-Botschafter und lebt mit ihrem Lebensgefährten Toni Hasler in Oftringen. Sie ernährt sich vegetarisch.

## Sportliche Erfolge
| Datum/Jahr    | Rang | Wettbewerb                                           | Austragungsort | Zeit     | Bemerkung |
| ------------- | ---- | ---------------------------------------------------- | -------------- | -------- | --- |
| 21. Feb. 2020 | 2    | Ironman 70.3 Oman                                    | Oman           | 04:41:24 | |
| 1. März 2019  | 2    | Ironman 70.3 Oman                                    | Oman           | 04:39:24 | |
| 18. Juni 2017 | 4    | Challenge Heilbronn                                  | Heilbronn      | 04:52:51 | |
| 22. Apr. 2017 | 8    | Challenge Gran Canaria                               | Mogán          | 04:56:39 | |
| 12. Juni 2016 | 6    | Ironman 70.3 Italy                                   | Pescara        | 04:58:56 | |
| 4. Juli 2015  | 1    | ASVO Steeltownman                                    | Linz           | 02:14:31 | |
| 25. Mai 2014  | 13   | Ironman 70.3 Austria                                 | St. Pölten     | 04:24:24 | |
| 16. Feb. 2014 | 8    | Ironman 70.3 Panama                                  | Panama City    | 04:23:20 | |
| 8. Sep. 2012  | 14   | Ironman 70.3 World Championship                      | Las Vegas      | 04:43:08 | |
| 12. Aug. 2012 | 11   | Ironman 70.3 Germany                                 | Wiesbaden      | 04:53:27 | |
| 24. Juni 2012 | 3    | CityTriathlon Heilbronn                              | Heilbronn      | 03:19:41 | [ 21 ] |
| 20. Mai 2012  | 3    | Ironman 70.3 Austria                                 | St. Pölten     | 04:24:24 | |
| 12. Feb. 2012 | 7    | Ironman 70.3 Panama                                  | Panama City    | 04:29:17 | bei der Erstaustragung |
| 4. Dez. 2011  | 2    | Ironman 70.3 Asia Pacific                            | Phuket         | 04:30:42 | |
| 14. Aug. 2011 | 3    | Ironman 70.3 Germany                                 | Wiesbaden      | 04:51:39 | |
| 24. Juli 2011 | 3    | Antwerp Ironman 70.3                                 | Antwerpen      |          | [ 22 ] |
| 13. Juni 2010 | 5    | Eagleman Ironman 70.3                                | Cambridge      | 04:38:26 | |
| 5. Apr. 2009  | 1    | Ironman 70.3 New Orleans                             | New Orleans    | 04:22:25 | [ 23 ] |
| 24. Aug. 2008 | 1    | Uster Nationaler Triathlon                           | Uster          |          | Sieg beim ersten Start nach dem schweren Unfall                                                                                        |
| 5. Mai 2007   | 1    | Volcano Triathlon                                    | Lanzarote      |          | [ 24 ] |
| 2007          | 1    | Eagleman Ironman 70.3                                | Cambridge      | 04:08:18 | Sieg mit neuem Streckenrekord |
| 25. Juni 2006 | 1    | Ironman 70.3 Buffalo-Springs                         | Lubbock        |          | |
| 2006          | 1    | Eagleman Ironman 70.3                                | Cambridge      | 04:18:12 | |
| 2005          | 1    | Blackwater Eagleman                                  | Cambridge      | 04:21:00 | |
| 22. Mai 2005  | 1    | Half-Ironman Florida                                 | Orlando        | 04:23:17 | vor Mirinda Carfrae und Kate Mayor |
| 2004          | 1    | Blackwater Eagleman                                  | Cambridge      | 04:13:42 | [ 26 ] |
| 2002          | 3    | St. Croix Triathlon                                  | Saint Croix    |          | |
| 2002          | 1    | Blackwater Eagleman                                  | Cambridge      | 04:13:58 | |
| 2002          | 2    | Swiss Triathlon Meisterschaft Kurzdistanz            | Schwarzsee     |          | Zweite hinter Nicola Spirig (1,5 km Schwimmen, 40 km Radfahren und 9 km Laufen)                                                        |
| 2001          | 1    | Uster Triathlon                                      | Uster          | 02:05:41 | Siegerin auf der Kurzdistanz |
| 4. Juli 1998  | 10   | ETU Short Distance Triathlon European Championships  | Velden         | 02:06:13 | Triathlon-Europameisterschaft auf der Kurzdistanz (1,5 km Schwimmen, 40 km Radfahren und 10 km Laufen)                                 |
| 5. Juli 1997  | 1    | ETU Short Distance Triathlon European Championships  | Vuokatti       | 02:13:34 | Triathlon-Europameisterin vor Virginia Berasategui                                                                                     |
| 2. Aug. 1997  | 6    | Alpen-Triathlon                                      | Schliersee     | 02:25:13 | über die olympische Distanz |
| 1996          | 1    | Alpen-Triathlon                                      | Schliersee     |          | |
| 30. Juli 1995 | 2    | ETU Short Distance Triathlon European Championships  | Stockholm      | 02:01:12 | Triathlon-Vizeeuropameisterin |
| 5. Aug. 1995  | 1    | Alpen-Triathlon                                      | Schliersee     |          | |
| 1995          | 1    | Kitzbühel-Triathlon                                  | Kitzbühel      |          | |
| 1994          | 2    | ETU Middle Distance Triathlon European Championships | Novo mesto     | 04:20:27 | Triathlon-Vizeeuropameisterin (2,5 km Schwimmen, 80 km Radfahren und 20 km Laufen) in Novo mesto hinter der Französin Isabelle Mouthon |
| 1994          | 1    | Uster Triathlon                                      | Uster          |          | Siegerin auf der Kurzdistanz, neben Markus Keller                                                                                      |

| Datum/Jahr    | Rang | Wettbewerb                                      | Austragungsort    | Zeit     | Bemerkung |
| ------------- | ---- | ----------------------------------------------- | ----------------- | -------- | --- |
| 8. Okt. 2016  | 34   | Ironman Hawaii                                  | Hawaii            | 10:20:00 | 18. Teilnahme beim Ironman Hawaii |
| 24. Juli 2016 | 8    | Ironman Switzerland                             | Zürich            | 09:47:21 | |
| 14. Nov. 2015 | 3    | Ironman Malaysia                                | Langkawi          | 09:54:07 | [ 29 ] |
| 30. Aug. 2015 | 3    | Ironman Vichy                                   | Vichy             | 09:32:33 | bei der Erstaustragung unter neuem Namen |
| 11. Okt. 2014 | 24   | Ironman Hawaii                                  | Hawaii            | 09:50:37 | |
| 27. Juli 2014 | 2    | Ironman Switzerland                             | Zürich            | 09:28:37 | |
| 6. Juli 2014  | 6    | Ironman Germany                                 | Frankfurt         | 09:08:13 | |
| 6. Apr. 2014  | DNF  | Ironman South Africa                            | Port Elizabeth    | –        | Rennabbruch auf der Radstrecke |
| 12. Okt. 2013 | 15   | Ironman Hawaii                                  | Hawaii            | 09:27:57 | [ 31 ] |
| 24. März 2013 | 4    | Ironman Melbourne                               | Melbourne         | 08:34:37 | Die Schwimmdistanz wurde aufgrund der Witterungsverhältnisse halbiert. |
| 13. Okt. 2012 | 6    | Ironman Hawaii                                  | Hawaii            | 09:26:25 | |
| 22. Apr. 2012 | 1    | Ironman South Africa                            | Port Elizabeth    | 09:47:10 | [ 10 ] |
| 8. Okt. 2011  | 14   | Ironman Hawaii                                  | Hawaii            | 09:31:21 | |
| 21. Mai 2011  | 2    | Ironman Lanzarote                               | Puerto del Carmen | 09:43:39 | Zweite hinter der Britin Rachel Joyce |
| 10. Okt. 2009 | DNF  | Ironman Hawaii                                  | Hawaii            | –        | Rennabbruch auf der Laufstrecke |
| 1. Okt. 2008  | DNF  | Ironman Hawaii                                  | Hawaii            | –        | Rennabbruch auf der Laufstrecke |
| 13. Okt. 2007 | DNF  | Ironman Hawaii                                  | Hawaii            | –        | Nach einem schweren Sturz auf der Radstrecke fährt Badmann erst weiter, brach das Rennen dann aber schwer verletzt ab.                                                                 |
| 18. März 2007 | 1    | Ironman South Africa                            | Port Elizabeth    | 09:22:01 | [ 33 ] |
| 21. Okt. 2006 | 10   | Ironman Hawaii                                  | Hawaii            | 09:38:52 | |
| 19. März 2006 | 1    | Ironman South Africa                            | Port Elizabeth    | 09:46:43 | [ 34 ] |
| 15. Okt. 2005 | 1    | Ironman Hawaii                                  | Hawaii            | 09:09:30 | Badmann kann den Ironman Hawaii zum sechsten Mal für sich entscheiden. |
| 20. März 2005 | 1    | Ironman South Africa                            | Port Elizabeth    | 09:23:51 | [ 36 ] |
| 17. Okt. 2004 | 1    | Ironman Hawaii                                  | Hawaii            | 09:50:04 | Badmann erreichte als Zweite hinter Nina Kraft das Ziel, doch wenig später wurde die Deutsche wegen eines EPO-Vergehens disqualifiziert und Badmann nachträglich zur Siegerin erklärt. |
| 18. Okt. 2003 | 2    | Ironman Hawaii                                  | Hawaii            | 09:17:08 | Badmann wurde hinter Lori Bowden Zweite. |
| 19. Okt. 2002 | 1    | Ironman Hawaii                                  | Hawaii            | 09:07:54 | [ 38 ] |
| 6. Okt. 2001  | 1    | Ironman Hawaii                                  | Hawaii            | 09:28:37 | [ 39 ] |
| 19. Mai 2001  | 1    | Ironman California                              | Oceanside         | 09:18:49 | |
| 18. Juni 2000 | 2    | ITU Long Distance Triathlon World Championships | Nizza             | 07:05:44 | Vizeweltmeisterin bei der Langdistanz-Weltmeisterschaft der ITU im Rahmen des Triathlon International de Nice, hinter der Französin Isabelle Mouthon-Michellys                         |
| 14. Okt. 2000 | 1    | Ironman Hawaii                                  | Hawaii            | 09:26:16 | |
| 3. Okt. 1998  | 1    | Ironman Hawaii                                  | Hawaii            | 09:24:16 | |
| 18. Okt. 1997 | DNF  | Ironman Hawaii                                  | Hawaii            | -        | nach 57:47 min Schwimmen auf der Radstrecke ausgestiegen |
| 26. Okt. 1996 | 2    | Ironman Hawaii                                  | Hawaii            | 09:11:19 | Bei ihrem ersten Start auf Hawaii erreichte Badmann den zweiten Platz – hinter Paula Newby-Fraser.                                                                                     |

| Datum/Jahr | Rang | Wettbewerb                          | Austragungsort    | Zeit     | Bemerkung |
| ---------- | ---- | ----------------------------------- | ----------------- | -------- | --- |
| 2008       | 1    | Powerman Zofingen                   | Zofingen          |          | Duathlon-Kurzdistanz |
| 2000       | 1    | Powerman Zofingen                   | Zofingen          | 02:29:59 | Siegerin auf der Kurzdistanz (10 km Laufen, 50 km Radfahren und 5 km Laufen)                                                               |
| 2000       | 1    | Powerman Zofingen                   | Zofingen          |          | Langdistanz |
| 1997       | 1    | Powerman Zofingen                   | Zofingen          |          | Der „Powerman Zofingen“ in zählt im Duathlon als Langdistanz-Weltmeisterschaft (Erster Lauf 10 km, Radstrecke 158 km, Zweiter Lauf 30 km). |
| 1996       | 1    | Powerman Zofingen                   | Zofingen          |          | Siegerin auf der Langdistanz |
| 1996       | 2    | ETU European Duathlon Championships | Mafra             |          | Duathlon-Vizeeuropameisterin |
| 1995       | 2    | ETU European Duathlon Championship  |                   |          | Duathlon-Vizeeuropameisterin |
| 1995       | 1    | ITU Duathlon World Championship     | Cancun            |          | Duathlon-Weltmeisterin |
| 1994       | 2    | ITU Duathlon World Championships    |                   |          | Duathlon-Vizeweltmeisterin |
| 1993       | 2    | ETU European Duathlon Championships |                   |          | Duathlon-Vizeeuropameisterin |
| 1992       | 4    | ITU Duathlon World Championships    | Frankfurt am Main |          | Duathlon-Weltmeisterschaft |
| 1990       | 1    | Powerman Zofingen                   | Zofingen          |          | Europameisterin auf der Duathlon-Kurzdistanz im Herbst                                                                                     |

(DNF – Did Not Finish)

## Auszeichnungen
- Lifetime Award (2021)[42]
- Internationale Duathletin des Jahrzehnts
- Schweizer Sportlerin des Jahres (1998, 2002)
- Internationale Triathletin des Jahres (2001, 2002, 2005)

## Veröffentlichungen
- Natascha Badmann: 9 Stunden zum Ruhm: Die Queen des Triathlon, Delius Klasing Verlag, Bielefeld. 2. Auflage 2015 (6. Oktober 2014), ISBN 978-3-7688-3904-4